# Hein Verbruggen
Pour les articles homonymes, voir Verbruggen.
Hein Verbruggen, né le 21 juin 1941 à Helmond et mort le 14 juin 2017, est un responsable sportif néerlandais. Il est notamment président de l'Union cycliste internationale de 1991 à 2005, et passe pour avoir été un protecteur de Lance Armstrong.

## Biographie
Hein Verbruggen est chef de vente chez le fabricant de lait concentré et de sauces au lait Carnation de 1964 à 1968. Il travaille ensuite chez Masterfoods, où il est chef de produit marketing puis directeur des ventes. Masterfoods fabrique notamment les barres chocolatées Mars. Il amène cette marque à devenir sponsor de l'équipe cycliste Flandria-Mars en 1970, pendant deux ans,,.
C'est par cette première expérience qu'il s'implique dans le cyclisme. En 1974, il entre à la fédération néerlandaise (KNWU) et crée parallèlement sa propre société de consultant. Il est ensuite élu en 1979 à la Fédération internationale du cyclisme professionnel (FICP), dont il devient président en 1984, en devançant d'une voix le président de la Fédération française de cyclisme Germain Simon. Au sein de cette fédération, il est notamment à l'origine de la création de la Coupe du monde de cyclisme sur route. Avec le soutien du président du Comité international olympique Juan Antonio Samaranch, il s'emploie à fusionner les deux fédérations concurrentes du cyclisme, la FICP et la Fédération internationale amateur de cyclisme (FIAC) au sein de l'Union cycliste internationale (UCI). Celle-ci n'est alors qu'une association ayant deux salariés et servant à concilier les deux fédérations,. Il en fait « le décideur du cyclisme » dont il devient président en 1991. La FIAC et la FICP sont dissoutes en 1993. Souhaitant faire évoluer l'élite du cyclisme sur route masculin vers un circuit fermé sur le modèle des sports nord-américains, il crée l'UCI ProTour, lancé en 2005. Cette réforme crée entre l'UCI et les principaux organisateurs des courses (notamment ASO, organisateur du Tour de France) un conflit qui s'éteindra en 2008. Verbruggen a entretemps passé la main à la tête de l'UCI à l'Irlandais Patrick McQuaid, en 2005.
Membre du Comité international olympique depuis 1996, il en devient membre honoraire en 2008. Parmi ses fonctions au sein du CIO, il est notamment président de la commission d'évaluation et de la commission de coordination des Jeux olympiques d'été de 2008, qui se déroulent à Pékin.
Il est président de SportAccord à partir de 2003 et d'Olympic Broadcasting Services à partir de 2001.

## Affaires Festina et Armstrong
À la suite de l'affaire Festina, il admet « implicitement que la très grande majorité des cyclistes recourait aux substances dopantes ».
Verbruggen a été accusé d'avoir dissimulé des cas de dopage concernant Lance Armstrong, sur le premier Tour de France gagné par celui-ci. En octobre 2012, après la décision de l'UCI de retirer à ce dernier ses sept succès au Tour de France pour dopage, le président de l'Agence mondiale antidopage (AMA) John Fahey déclare dans un entretien avec la radio australienne ABC : « Tout le monde se dopait pendant l’ère Armstrong ». « Il y a eu une période durant laquelle la culture dans le cyclisme voulait que tout le monde se dope. Il n’y a aucun doute là-dessus et les dirigeants du cyclisme doivent assumer leurs responsabilités ». Dans un entretien avec la chaîne de télévision Fox Sports, John Fahey a estimé que la Fédération internationale retrouverait sa crédibilité si les dirigeants en place durant l’ère Armstrong ne figuraient plus dans l’organigramme. « Si le dopage était aussi présent, la question qu’on peut légitimement se poser est : ’Qui voulait le stopper ? Qui travaillait contre ? Pourquoi ne fut-il pas stoppé ?’ », a souligné M. Fahey. »
L'ancien président de l’UCI, Hein Verbruggen, ami personnel d’Armstrong, est notamment dans le viseur, des coureurs comme l’Écossais David Millar, dopé repenti, réclamant sa démission de son poste de président d’honneur de la Fédération internationale.
Il meurt le 14 juin 2017, des suites d'une leucémie.

## Décorations
Il est officier de l'ordre d'Orange-Nassau.